# Михайлова, Ольга Вячеславовна
Михайлова Ольга Вячеславовна (род. 8 апреля 1981, Славный, Калининская область) — российская лыжница, призёр этапа Кубка мира, чемпионка Универсиады. Мастер спорта. Более успешно выступает в дистанционных гонках.

## Карьера
В Кубке мира дебютировала 15 декабря 2007 года, в феврале 2011 года единственный раз в карьере попала в тройку лучших на этапе Кубка мира, в эстафете. Кроме этого имеет на своём счету 2 попадания в десятку лучших на этапах Кубка мира, 1 в личных и 1 в командных гонках. Лучшим достижением Михайловой в общем итоговом зачёте Кубка мира является 49-е место в сезоне 2010/11.
За свою карьеру принимала участие в одном чемпионате мира. На чемпионате мира 2011 года в Хольменколлене заняла 6-е место в эстафете, кроме того была заявлена в масс-старт на 30 км, но не вышла на старт.
Использует лыжи производства фирмы Fischer.